# Kugelköpfiger Lauch
Der Kugelköpfige Lauch (Allium sphaerocephalon) ist eine Pflanzenart aus der Gattung Lauch (Allium) in der Unterfamilie der Lauchgewächse (Allioideae).

## Beschreibung

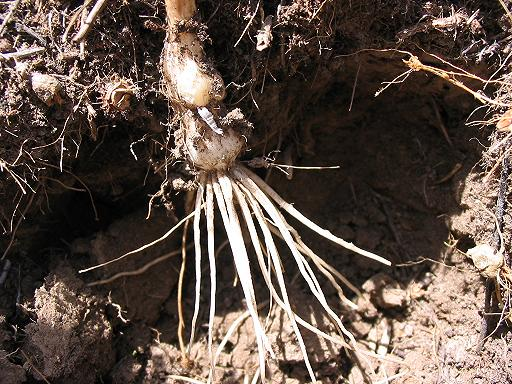
Zwiebel mit homorhizen Wurzeln

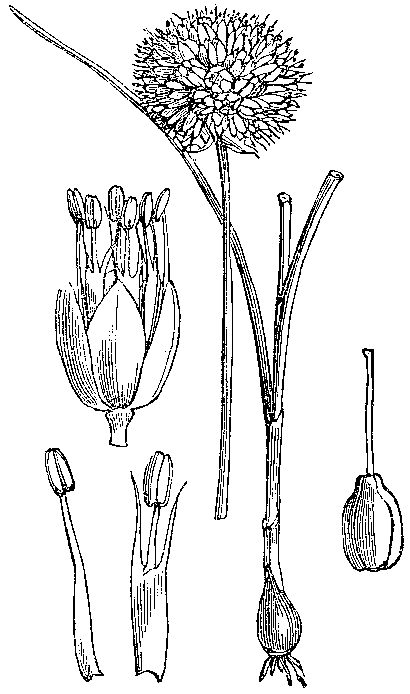
Illustration

### Vegetative Merkmale
Der Kugelköpfige Lauch ist eine ausdauernde krautige Pflanze, die Wuchshöhen von 30 bis 90 Zentimetern erreicht. Dieser Geophyt bildet Zwiebeln mit Durchmessern von bis zu 3,5 Zentimetern als Überdauerungsorgan; es werden keine kleinen Nebenzwiebeln gebildet. Die Laubblätter sind hohl und halbzylindrisch.

### Generative Merkmale
Die Blütezeit reicht von Juni bis Juli. Auf einem langen Blütenstandsschaft befindet sich ein kugeliger, doldiger Blütenstand mit vielen Blüten. Die meist zwei (selten nur ein) Hüllblätter sind kürzer als der Blütenstand und lange haltbar. Die zwittrigen Blüten sind dreizählig. Die sechs gleichgestaltigen Blütenhüllblätter sind purpurfarben. Die sechs Staubblätter ragen aus dem Perigon heraus.

## Vorkommen
Das Verbreitungsgebiet umfasst die Kanaren, Europa und reicht vom Mittelmeergebiet bis zum Kaukasus.
Der Kugelköpfige Lauch gedeiht im pannonischen Florengebiet in der collinen bis montanen Höhenstufe.
Der Kugelköpfige Lauch kommt in Gebüschen, Weingärten, Äckern, an Ruderalstellen, auf Trocken- und Halbtrockenrasen vor. Er gedeiht in Gesellschaften der Ordnung Brometalia, kommt aber auch in Gesellschaften des Verbands Festucion valesiacae oder der Klasse Sedo-Scleranthetea vor.

## Systematik
Man kann folgende Unterarten und Varietäten unterscheiden:
- Allium sphaerocephalon var. aegaeum (Heldr. & Halácsy) Hayek: Sie kommt auf den Inseln der Ägäis vor.[1] Die Chromosomenzahl beträgt 2n = 16.[3]
- Allium sphaerocephalon subsp. arvense (Guss.) Arcang.: Sie kommt auf Sizilien und Malta, in Marokko, Algerien, Tunesien, Ägypten, auf der Balkanhalbinsel und von Griechenland bis in die südliche Türkei vor.[1] Die Chromosomenzahl beträgt 2n = 16.[3]
- Allium sphaerocephalon subsp. laxiflorum (Guss.) Giardina & Raimondo: Sie kommt auf Sizilien vor.[1]
- Allium sphaerocephalon subsp. sphaerocephalon: Sie kommt auf den Kanaren, in Europa und vom Mittelmeergebiet bis zum Kaukasus vor.[1] Die Chromosomenzahl beträgt 2n = 16.[3]
- Allium sphaerocephalon subsp. trachypus (Boiss. & Spruner) K.Richt.: Sie kommt in Griechenland, in der Ägäis und in der südwestlichen Türkei vor.[1]

## Nutzung
Der Kugelköpfige Lauch wird verbreitet als Zierpflanze in Rabatten und Steingärten sowie als Schnittblume genutzt. Er ist seit dem 20. Jahrhundert in Kultur.
Die Blätter und die Zwiebeln als Küchenzwiebel-Ersatz können roh oder gekocht gegessen werden. Die Blüten können roh gegessen werden und dienen als Dekoration für Salate.

## Belege
- Eckehart J. Jäger, Friedrich Ebel, Peter Hanelt, Gerd K. Müller (Hrsg.): Rothmaler Exkursionsflora von Deutschland. Band 5: Krautige Zier- und Nutzpflanzen. Spektrum Akademischer Verlag, Berlin Heidelberg 2008, ISBN 978-3-8274-0918-8.
- Allium sphaerocephalon bei Ernst und Susanne Horak: Botanik im Bild des Naturhistorischen Museums Wien.